# Florin Lucian Cernat
Florin Cernat (Galati, 10. ožujka 1980.), je bivši rumunjski nogometaš koji trenutačno obavlja funkciju sportskog direktora u Voluntariju.
Omaleni Cernat karijeru je započeo u najdražem mu Oţelul Galaţi, klubu iz njegova rodnoga grada, dobivši nadimak "Dijamant iz Galatija".
Za prvu momčad Oţelula Galaţija zaigrao je s 18 godina, da bi nakon manje od dvije sezone prešao u redove bukureštanskog Dinama. Već 2001. godine odlazi u Ukrajinu, točnije Dinamo Kijev, gdje odmah osvaja naslov prvaka države, postigavši 5 golova u 13 utakmica. U međuvremenu postaje kapetan nacionalne U-21 vrste. Naredne je sezone s dva gola u trećem pretkolu Lige prvaka izbacio Levski iz Sofije te odveo svoj klub u ovo cijenjeno nogometno natjecanje. Daljnji uspon zaustavila mu je ozljeda, zbog koje je morao na operaciju u prosincu 2002. godine.
Iako se poslije ozljede uspješno vratio na teren, također zabilježivši par nastupa za rumunjsku reprezentaciju, njegova je karijera krenula silaznom putanjom. Dvije je godine bio u nemilosti trenera radi raznih svađa i nesuglasica, te je rijetko nastupao za prvu momčad. U ljeto 2007. godine odlazi na jednogodišnju posudbu u splitski Hajduk dok u suprotnom smjeru ide napadač Tomislav Bušić.
Prvi mu je službeni nastup za Hajduk 19. srpnja 2007. godine protiv podgoričke Budućnosti, a već je nakon prve utakmice zaradio simpatije zahtjevne publike. Tokom sezone igra redovito u prvoj momčadi, iskazavši se sjajnom tehnikom, te vrsnim izvođenjem prekida, no i nešto slabijim trkačkim sposobnostima i igrom u obrani. Ipak, sezonu završava s odličnom bilancom od 12 golova i 10 asistencija. Iskazao je svoju želju za ostankom u Splitu, čemu je jedina prepreka bila 2 milijuna dolara teška odšteta koju je Hajduk morao platiti kijevskom Dinamu. Kako se do tog novca nikad nije došlo, Cernat se vratio u Kijev. Inače, kada je došao u kijevski Dinamo Cernat je zatražio dres s cijenjenim brojem deset, jer je to, navodno, njegov sretni broj. Istu praksu nastavio je i u Hajduku.
Nakon isteka ugovora s kijevskim Dinamom 1. srpnja 2009. godine se vratio u Hajduk potpisavši trogodišnji ugovor, ali je u ljeto 2010. godine prodan u turski klub Kaydemir Karabukspor za 500.000 eura.
Statistika u Hajduku
| Natjecanje        | Nastupi | Zgoditci |
| ----------------- | ------- | -------- |
| Prvenstvo         | 53      | 10       |
| Kup               | 10      | 2        |
| Superkup          | 0       | 0        |
| Međunarodne       | 6       | 0        |
| Splitski podsavez | 0       | 0        |
| Ukupno            | 69      | 12       |
| Prijateljske      | 15      | 5        |
| Sveukupno         | 84      | 17       |